# Salvatore Cavallaro
Salvatore Cavallaro (* 16. August 1995 in Catania, Autonome Region Sizilien) ist ein italienischer Boxer im Mittelgewicht.

## Karriere
Salvatore Cavallaro wurde 2012 Italienischer Jugendmeister im Halbschwergewicht und 2013 Italienischer Jugendmeister im Mittelgewicht. Seine größten internationalen Erfolge im Nachwuchs waren der Gewinn einer Bronzemedaille im Mittelgewicht bei der Junioren-Weltmeisterschaft 2011 in Astana und der Gewinn einer Bronzemedaille im Mittelgewicht bei der Jugend-Europameisterschaft 2013 in Rotterdam.
Im Juni 2015 nahm er an den Europaspielen in Baku teil, besiegte Aleksandar Drenovak und Anthony Fowler, verlor jedoch im Viertelfinale beim Kampf um einen Medaillenplatz knapp mit 1:2 gegen Maxim Koptjakow. Im August 2015 startete er zudem bei der Europameisterschaft in Samokow, bezwang Denis Radovan, Christian M'Billi-Assomo und Troy Williamson, ehe er im Halbfinale mit 1:2 gegen Tomasz Jabłoński unterlag und eine Bronzemedaille gewann. Im Oktober 2015 schied er bei der Weltmeisterschaft in Doha noch in der Vorrunde mit 1:2 gegen Anthony Campbell aus.
Im April 2016 unterlag er bei der europäischen Olympiaqualifikation in Samsun in der Vorrunde gegen Arman Hovhikyan und startete daraufhin im Juni 2016 noch bei der Olympiaqualifikation in Baku; nach Siegen gegen Önder Şipal, Max van der Pas und Marlo Delgado, schied er im Viertelfinale mit 1:2 gegen Arslanbek Açilow aus.
Im Juni 2017 gewann er erneut eine Bronzemedaille bei der Europameisterschaft in Charkiw, nachdem er Victor Corobcevschii und Max van der Pas besiegt hatte und im Halbfinale gegen Oleksandr Chyschnjak unterlegen war. Bei der Weltmeisterschaft im August 2017 in Hamburg schlug er Zoltán Harcsa und verlor im Achtelfinale gegen Arlen López.
Im Juni 2018 gewann er Silber bei den Mittelmeerspielen in Tarragona und im November 2018 Bronze bei der EU-Meisterschaft in Valladolid.
Im Juni 2019 konnte er sich bei den Europaspielen in Minsk gegen Ángel Vasquez, Mindaugas Gedminas, Adam Chartoi und Michael Nevin bis in das Finale vorkämpfen, wo er gegen Oleksandr Chyschnjak unterlag und Silber gewann. Er nahm daraufhin im September 2019 an der Weltmeisterschaft in Jekaterinburg teil und konnte sich gegen Sandro Poletan und Vitali Bandarenka durchsetzen, ehe er im Viertelfinale gegen Hebert Conceição ausschied.
Im März 2020 nahm er an der europäischen Olympiaqualifikation in London teil, wo er im ersten Kampf gegen Arman Dartschinjan ausschied. Bei der Vergabe der letzten Qualifikationsplätze durch die IOC Task Force wurde im Mittelgewicht der nach Punkten höher gereihte Schwede Adam Chartoi nominiert.
Im Oktober 2021 nahm er an der Weltmeisterschaft in Belgrad teil und gewann eine Bronzemedaille. Durch Siege gegen Anton Embulajew, Kiryl Samadurau, Moreno Fendero und Nurkanat Raiys hatte er das Halbfinale erreicht, wo er gegen Yoenli Hernández Martinez ausschied.
Bei der Europameisterschaft 2022 in Jerewan gewann er nach einer Halbfinalniederlage gegen Gabriel Dossen erneut eine Bronzemedaille. Eine weitere Bronzemedaille gewann er bei den Mittelmeerspielen 2022 in Oran.
Bei der Weltmeisterschaft 2023 in Taschkent siegte er gegen Mirscharif Kassimsade, verlor jedoch im zweiten Kampf gegen Pilip Akilow. Bei den Europaspielen 2023 in Krakau unterlag er im Halbfinale gegen Oleksandr Chyschnjak und gewann dadurch eine Bronzemedaille. Bei den Olympischen Spielen 2024 in Paris verlor er in der Vorrunde gegen den Türken Kaan Aykutsun.

### World Series of Boxing
2015 und 2017 boxte er für das Team Italia Thunder in der World Series of Boxing.
- Statistik: 3-4

- Januar 2015: Sieg gegen Jeffrey Flaz von Puerto Rico Hurricanes
- Januar 2015: Niederlage gegen Mikalai Vesialou von Azerbaijan Baku Fires
- Februar 2015: Niederlage gegen Tomasz Jabłoński von Rafako Hussars Poland
- März 2015: Sieg gegen Anthony Campbell von USA Knockouts
- April 2015: Niederlage gegen Nalek Korbaj von Caciques de Venezuela
- Mai 2015: Niederlage gegen Pjotr Chamukow von Russian Boxing Team
- Februar 2017: Sieg gegen Luka Plantić von British Lionhearts